# St. Anger (chanson)
Cet article concerne la chanson de Metallica. Pour l'album du même groupe, voir St. Anger.
Singles de Metallica
I Disappear
(2000) Frantic
(2003)
"St. Anger" est le premier single du 8e album studio de Metallica du même nom. Elle a gagné la Meilleure Performance Metal aux 46èmes Grammy Awards et était également nommée pour la Meilleure Video Rock aux MTV Video Music Awards de 2003.